# Alchemilla schistophylla
Alchemilla schistophylla är en rosväxtart som beskrevs av Sergei Vasilievich Juzepczuk. Alchemilla schistophylla ingår i släktet daggkåpor, och familjen rosväxter. Inga underarter finns listade i Catalogue of Life.